# Lumír Čivrný
Lumír Čivrný (3. srpna 1915 Červený Kostelec – 8. prosince 2001 Praha) byl český a československý básník, prozaik, překladatel a politik; poslanec Prozatímního Národního shromáždění za Komunistickou stranu Československa a náměstek ministrů československých vlád v 50. letech.

## Biografie
Jeho otec byl barvířským dělníkem. Lumír vystudoval obecnou školu v rodné obci, od roku 1927 studoval na gymnáziu v Trutnově, kde maturoval roku 1934. Pak studoval čtyři semestry na Právnické fakultě Univerzity Karlovy. Nakonec studoval od roku 1936 obor romanistika a germanistika na Filozofické fakultě Univerzity Karlovy. Podle jiného zdroje šlo o obory francouzština, němčina, srovnávací literatura a estetika. Vysokou školu absolvoval až roku 1946.
V období let 1936–1938 byl členem skupiny Blok. Za války se podílel na odboji. Od listopadu 1939 do ledna 1940 vězněn gestapem. V letech 1940–1945 působil jako nakladatelský redaktor. Později pracoval na pozici tajemníka Svazu českých knihkupců a nakladatelů. V prosinci 1944 se stal členem IV. ilegálního vedení KSČ.
Po válce se veřejně a politicky angažoval. 24. května 1945 byl kooptován za člena Ústředního výboru Komunistické strany Československa. Do této funkce ho pak potvrdil i VIII. sjezd KSČ. Od roku 1945 do dubna 1946 byl členem sekretariátu ÚV KSČ. V roce 1946 podepsal prokomunistické „Májové poselství kulturních pracovníků českému lidu!“ publikované před květnovými volbami do Ústavodárného Národního shromáždění. Tento předvolební manifest komunistů podepsalo celkem 843 kulturních pracovníků a komunisté volby vyhráli. Později podepsal prokomunistickou výzvu Kupředu, zpátky ni krok!, jež byla vydána dne 25. února 1948 pro podporu komunistického převratu. Do roku 1947 byl vedoucím odboru kultury Kulturního a propagačního oddělení ÚV KSČ, následně přešel na ministerstvo informací, kde od léta roku 1948 působil jako přednosta odboru pro kulturní styky se zahraničím (v této funkci nahradil Adolfa Hoffmeistera). Na této pozici na ministerstvu informací setrval do roku 1949. Od roku 1949 do roku 1952 byl náměstkem ministra informací a osvěty, současně byl  členem předsednictva československého výboru obránců míru. V letech 1950–1952 byl členem ústředního výboru SČSP, v letech 1952–1953 náměstkem ministra školství, věd a umění. V roce 1953 zastával post náměstka předsedy Státního výboru pro věci umění a v období let 1953–1954 působil coby náměstek ministra kultury. Od roku 1954 byl spisovatelem z povolání, od roku 1958 byl členem výboru PEN klubu a od roku 1963 byl členem ústředního výboru SČSS.
V letech 1945–1946 byl poslancem Prozatímního Národního shromáždění za KSČ. V parlamentu setrval do parlamentních voleb v roce 1946. Znovu se členem zastupitelského sboru stal až v roce 1969, kdy byl krátce členem České národní rady. V listopadu 1969 se již uvádí, že na mandát rezignoval, poté již nesměl publikovat a jeho knihy byly dány na index.
Překládal ze španělštiny, francouzštiny, němčiny, portugalštiny. V Praze žil ve známém letenském Molochově. Svůj překlad knihy Eugena Le Roy Trhan Kuba publikoval pod jménem Jitky Míškové (1979).

### Paměti
V roce 2000 vyšly jeho paměti, jejichž název je: Co se vejde do života, ISBN 80-85906-92-9.